# Petropolje
Petropolje (cyr. Петропоље) – wieś w Serbii, w okręgu raskim, w mieście Kraljevo. W 2011 roku liczyła 242 mieszkańców.